# Плашов
Пла́шов (пол. Płaszów) — нацистский концентрационный лагерь в южном пригороде Кракова, основанный нацистами вскоре после германского вторжения в Польшу и учреждения генерал-губернаторства.
Первоначально Плашов, открытый в 1940 году, планировался как лагерь принудительных работ. В 1941 лагерь был расширен и впоследствии преобразован в концентрационный лагерь, куда с 28 октября 1942 года начали проводиться депортации евреев из Краковского гетто. Комендантом лагеря стал унтерштурмфюрер СС родом из Вены Амон Гёт. Он был известен своим садистским обращением с заключёнными. 13 марта 1943 года Гёт лично командовал ликвидацией краковского гетто, согнав в лагерь евреев, пригодных к работе. Те, которых нацисты сочли непригодными к работе, были убиты. Под командой Гёта была группа эсэсовцев и несколько сотрудниц СС, включая Гертруду Хайзе, Луизу Данц, Алису Орловски и Анну Гервинг.
Выжившие заключённые Плашова вспоминали Алису Орловски как образцово-показательную сотрудницу СС. Они рассказывали о её ударах хлыстом, она особенно любила хлестать молодых женщин по глазам. Во время перекличек она ходила вдоль рядов заключённых и била хлыстом тех, кого подозревала разговаривающими в строю.
Плашов был известен как концлагерь, снабжающий рабочей силой несколько военных заводов и каменоломню. Уровень смертности в лагере был очень высок. Многие заключённые, включая женщин и детей, погибли от тифа, истощения и наказаний. Лагерь стал особенно знаменит из-за групповых и индивидуальных расстрелов, проводимых на месте, называемом среди заключённых Хуёвой-Гуркой. Амон Гёт поручил старшей по званию сотруднице СС, Kommandoführerin Алисе Орловски все документы, касающиеся массовых убийств и расстрелов. Она держала документы у себя до конца войны и после уничтожила их.
В июле 1944 года в лагерь прибыли 50 эсэсовцев под командованием группенвахманов СС.
В январе 1945 года оставшихся заключённых и команду лагеря, включая нескольких сотрудниц СС, погнали маршем смерти в Освенцим. Многих переживших этот марш убили сразу после прибытия. Когда нацистам стало известно о приближении советских сил к Кракову, они полностью разрушили лагерь, оставив вместо него пустое поле. Советские части освободили Плашов 20 января 1945. Тела, которые были закопаны здесь в братских могилах, впоследствии были эксгумированы и похоронены в парке.
Местность, на которой стоял лагерь, сейчас состоит из полей и заросших холмов, с большим указателем, указывающим на местоположение лагеря, небольшая мемориальная доска расположена близ противоположного конца лагеря. 24 октября 2002 года эта местность была внесена в реестр памятников культуры Малопольского воеводства (№ А-1120).
Лагерь и жизнь в нём показаны в фильме «Список Шиндлера».